# Prothalpia holmbergi
Prothalpia holmbergi är en skalbaggsart som först beskrevs av Mannerheim 1852.  Prothalpia holmbergi ingår i släktet Prothalpia och familjen brunbaggar. Inga underarter finns listade i Catalogue of Life.